# Imre Schlosser
Imre Schlosser-Lakatos (11 de outubro de 1889 - 19 de julho de 1959) foi um futebolista húngaro. Ele até hoje detém o recorde de gols marcados no campeonato húngaro, na sua carreira em clubes, Schlosser marcou 417 gols, um número considerado o sexto mais alto de todos os tempos. pela Seleção Húngara de Futebol, pelo qual jogou de 1906 a 1927, marcou 60 gols em 68 jogos.